# Carmen Elena Rendiles Martínez
Chân phước Carmen Elena Rendiles Martínez (11 tháng 8 năm 1903 - 9 tháng 5 năm 1977), tên tu sĩ là María Carmen, là một nữ tu của Giáo hội Công giáo Rôma người Venezuela từ hội đoàn Tôi tớ của Thánh Thể và người sáng lập tổ chức Tôi tớ Chúa Giêsu Caracas. Rendiles phục vụ với vị trí lãnh đạo cho hội đoàn Tôi tớ Thánh thể ở Pháp, nơi bà đã dành thời gian của mình hình thành hội đoàn tôn giáo này và trở về Venezuela để sáng lập ra hội đoàn của mình vào năm 1965 và trở người quản lý - Bề trên Thượng cấp của hội đoàn mới này.
Rendiles được công nhận danh hiệu Tôi tớ Chúa vào năm 1994 dưới thời Giáo hoàng Gioan Phaolô II và sau này được nâng lên hàng Đấng đáng kính dưới triều đại Giáo hoàng Phanxicô vào năm 2013 Giáo hoàng này xác nhận đức hạnh anh hùng của bà. Giáo hoàng Phanxicô sau đó đã xác nhận một phép lạ được quy cho bà vào cuối năm 2017; việc tôn phong chân phước cho bà được tổ chức tại Caracas vào ngày 16 tháng 6 năm 2018.

## Đời sống
Carmen Elena Rendiles Martínez sinh ngày 11 tháng 8 năm 1903 tại Caracas, là người con thứ ba trong số bảy người con của Ramiro Antonio Rendiles và Ana Antonia Martínez. Rendiles được sinh ra và bị khiếm khuyết cánh tay trái, do đó bà sống cùng một cánh tay giả trong suốt cuộc đời mình. Lễ rửa tội của bà được tổ chức tại nhà thờ Santa Anna vào ngày 24 tháng 9 năm 1903 và bà được đón nhận nghi thức của Bí tích Thêm Sức vào ngày 28 tháng 10 năm 1905. Carmen Elena Rendiles Martínez sau đó cũng thực hiện nghi thức Rước lễ lần đầu vào ngày 11 tháng 3 năm 1911.
Năm 1918, bà cảm nhận được ơn gọi tiến đến đời sống tu trì. Cha bà qua đời trong khoảng vào giữa thập niên 1920. Vào tháng 12 năm 1926, tôn giáo lan truyền từ Pháp đến quê hương và bà theo ơn gọi của mình như một phần của quy định của họ để được phép nhập học theo dòng. Rendiles gia nhập Tôi tớ của Thánh Thể vào ngày 25 tháng 2 năm 1927 và chuyển đến Toulouse ở Pháp để sống đời sống tu trì, nơi bà nhận được trang phục tu sĩ vào ngày 8 tháng 9 năm 1927. Rendiles cử hành nghi thức khấn tạm vào ngày 8 tháng 9 năm 1929 và khấn trọn sau này vào ngày 8 tháng 9 năm 1932 trong khi ở Pháp. Năm 1945, bà đã được cấp trên điều đến các nhà dòng của dòng tu ở Venezuela.
Rendiles thành lập hội đoàn các Tôi tớ của Chúa Giêsu ngày 25 tháng 3 năm 1965; hội đoàn này nhận được sự chấp thuận của giáo phận và sự chuẩn thuận, ủng hộ  từ Hồng y - Tổng Giám mục Tổng giáo phận Caracas José Humberto Quintero Parra vào ngày 14 tháng 8 năm 1969. Bà là Tổng quản của hội đoàn mới do mình sáng lập từ năm 1969 khi bà được bổ nhiệm cho đến khi qua đời.
Rendiles qua đời vào giữa năm 1977 do mắc phải bệnh cúm.